# HD 106252 b
HD 106252 b es un planeta extrasolar gigante gaseoso masivo, que posee una masa al menos 7,1 veces la de Júpiter orbitantat 389 Gm o 12,6 pc o 2,60 AU de HD 106252. El periodo orbital es de 516 días o 4,15 años o 49,8 meses.